# Cristo portacroce (Romanino)
Il Cristo portacroce è un dipinto a olio su tela (81 x 72 cm) del Romanino, databile al 1540-1550 circa, già conservato nella Pinacoteca di Brera di Milano e oggi nella collezione Alana.

## Storia
Il soggetto del Cristo portacroce, derivato dall'arte nordica, fu ripreso da Giorgione ed ebbe poi una straordinaria fortuna in area veneta e dell'Italia settentrionale in generale, praticato da Giovanni Bellini, Tiziano, Lorenzo Lotto e molti altri. In area lombarda venne raffigurato da Andrea Solario, Bernardino Luini e Giampietrino.
Il dipinto è noto dal 1853 quando venne descritto nella collezione Averoldi a Brescia. Passò poi a Cristoforo Benigno Crespi e venne messo in asta a Parigi col resto delle sue collezioni nel 1913, quando fu acquistato dal collezionista ebreo Federico Gentili di Giuseppe, a cui venne sottratto nel 1941. L'opera del Romanino, insieme ad altre 70 opere d'arte della collezione Gentili di Giuseppe, venne infatti requisita dal governo filonazista di Vichy e battuta all'asta all'Hotel Drouot, per finire in una raccolta privata milanese e infine venire acquistata dalla Pinacoteca nel 1998, per 800 milioni di lire.
Gli eredi di Gentili di Giuseppe sopravvissuti alla deportazione nei campi di sterminio nazisti, quasi tutti oggi residenti in Canada e negli Stati Uniti, avevano in precedenza richiesto la restituzione del quadro, ma la direzione della Pinacoteca, pur essendo a conoscenza dell'origine fraudolenta della proprietà dello stesso, aveva opposto alle loro istanze un categorico rifiuto.
Nel 2011 il quadro venne concesso in prestito dalla Pinacoteca di Brera, in un gruppo di circa 50 opere d'arte, al Mary Brogan Museum of Art & Science in Tallahassee (Florida). Un impiegato della nota casa d'aste Christie's, venuto a conoscenza della cosa, informò uno dei pronipoti del proprietario originale, il quale sporse denuncia presso le autorità di polizia statunitensi, le quali intimarono al museo di non restituire il quadro fino al termine dell'investigazione. La vicenda si è conclusa il 18 aprile 2012 con la riconsegna del quadro agli eredi di Federico Gentili di Giuseppe, dopo che un tribunale federale ne aveva ordinato la restituzione ad essi, non essendo pervenuta alcuna opposizione da parte del governo italiano o dalla pinacoteca di Brera.
Il 7 giugno 2012 la tela è stata infine battuta all'asta da Christie's a New York per 4.562.500 dollari, equivalenti a circa 3.650.000 euro, la più alta cifra mai raggiunta all'asta da un dipinto del Romanino. Non è stata però inizialmente resa nota la nazionalità dell'acquirente.
Infine è entrato nella collezione Alana di New York.

## Descrizione e stile
L'iconografia prevedeva un taglio abbastanza stretto sulla mezza figura di Cristo, con la croce in spalla e lo sfondo scuro, circondato da sgherri. La funzione devozionale imponeva un serrato confronto tra la figura malinconicamente dolente di Cristo, che subiva pazientemente ma con sofferenza il martirio, e le smorfie violente degli aguzzini.
Romanino diede al soggetto un'interpretazione intensa e grave, concentrandosi sull'espressione del Cristo, silenziosa e assorta nella sua sofferenza solitaria. Del tutto in secondo piano appare il gesto del carnefice che con una corda trascina Gesù tramite il cappio al collo. L'attenzione viene catalizzata soprattutto dallo straordinario brano della manica di seta spessa, un omaggio alla pittura del Savoldo, altro maestro del Rinascimento bresciano.